# Saint-Laurent-sur-Mer
Saint-Laurent-sur-Mer, je občina v departmaju [[Calvados  (departma)|Calvados v regiji Spodnja Normandija, v severozahodni Franciji. Mesto se nahaja nedaleč od obale Omaha, kjer so v drugi svetovni vojni, ameriški vojaki porazili naciste 6. junija 1944 (Dan D). Danes ima okoli 242 prebivalcev. 

## Toponim
Župnija je posvečena Svetemu Lovrencu, mučencu iz tretjega stoletja. Kanal La Manche meji na mesto na severu.

## Geografija
Saint-Laurent-sur-Mer je obmorsko mestece ob Rokavskem prelivu, ki se nahaja v pokrajini Bessin, 17 km oddaljen od Bayeuxa. Obsega 390 hektarjev, njegovo ozemlje je  podaljšek okrožja Trévières.

## Zgodovina
Saint-Laurent-sur-Mer, je s Colleville-sur-Mer in Vierville-sur-Mer eno od treh mest, ki mejijo na obalo Omaha "la sanglante", mesta izkrcanja zaveznikov v Normandij dne 6. junija 1944. Mesto je nosilec odlikovanja croix de Guerre 1939-1945 (francosko vojaško odlikovanje ) s sklepom iz 11. novembra 1948. 

## Spomeniki
- Vrata starega dvorca iz šestnajstega stoletja, ki so navedena kot zgodovinski spomenik od 5. junija 1927. [4]
- Obala Omaha, spominski muzej.
- Spomenik svobode, v spomin na izkrcanje pred obalo Omaha. V bližini je spomenik Les Braves kiparke Annie-Laure Banon.
- Bunker Ruquet s ploščo v čast 467. protiletalskemu artilerijskemu bataljonu, začasni inženirski specialni brigadi in kamen posvečen 2. pehotni diviziji ZDA. Nekaj sto metrov stele v spomin na prvo operativno letališče ZDA v Normandiji 8. junij 1944.
- Cerkev Sv. Lovrenca iz trinajstega stoletja.
- Sipine Lande, zavarovana narava.
- Plaža je razvrščena med Grand Site national zaradi svojega zgodovinskega pomena. [5]

## Prebivalstvo
V letu 2012 je imela občina 244 prebivalcev. Gibanje števila prebivalcev je znana po popisih prebivalstva, ki se izvajajo v mestu od leta 1793. Od enaindvajsetega stoletja, dejanske popisne občine z manj kot 10.000 prebivalcev potekajo vsakih pet let, v nasprotju z druga mesta, ki imajo vzorčno raziskovanje vsako leto. Saint-Laurent-sur-Mer je štel do 415 ljudi leta 1841. 